# 自強路 (高雄市)
自強路（Zihciang Rd.）為高雄市的南北向重要道路之一，本道路共分成三個部份，行經三民區、前金區及苓雅區。北起建國三路，南至新光路為止。

## 行經行政區域
（由北至南）
- 三民區
- 前金區
- 苓雅區

## 分段
自強路共分為三個部份：
- 自強一路：北起於建國三路口，南於中正四路接自強二路。
- 自強二路：北於中正四路口接自強一路，南於五福三路口接自強三路。
- 自強三路：北於五福三路口接自強二路，南止於新光路。

## 沿線設施
（由北至南）
- 自強一路
  - 美國聖公會台灣教區高雄聖保羅堂(200號)
  - 幸福川自強橋
  - 東金公園
  - 高雄捷運市議會站1號出口無障礙電梯
  - 高雄市議會舊址(門牌設於中正四路191號)

- 自強二路
  - 前金區行政中心(169號)
    - 高雄市新興區戶政事務所前金辦公處(1樓)
    - 前金區公所(3~4樓)
    - 高雄市政府環境保護局前金區清潔隊(5樓)

  - 前金市場
  - 前金國小(門牌設於大同二路61號)
  - 社東郵局(104-1號)
  - 高雄市政府警察局新興分局自強路派出所(63號)
  - 國軍退除役官兵輔導委員會高雄市榮民服務處(52號)

- 自強三路
  - 自強夜市
  - 四維香花公園
  - 苓洲國小(門牌設於四維四路61號)
  - 高雄85大樓(5號)
    - 大眾廣播電台發射天線（1號81樓[1]）
    - 陽光廣播電台（3號21樓之7，發射站位於85大樓81樓）
- 星光園道（新光路）

## 公車資訊

### 高雄市市區公車
- 漢程客運：
  - 環狀168東 金獅湖站－金獅湖站
  - 環狀168西  金獅湖站－金獅湖站
- 統聯客運：
  - 83 瑞豐站－高雄火車站

## 公共自行車
- 高雄市公共自行車租賃系統：
  - 河南自強路口：河南二路146號對面
  - 七賢自強路口：七賢二路242號
  - 捷運前金站(1號出口)：自強一路10號西側
  - 自強民生路口西北側：自強二路/民生二路口西北側
  - 五福自強路口東南側：五福三路61號前方
  - 四維公園：四維四路/自強三路(東北角)
  - 新光自強路口：新光路自強三路口(綠園道廣場)

## 內部連結
- 高雄市主要道路列表